# 食品科學

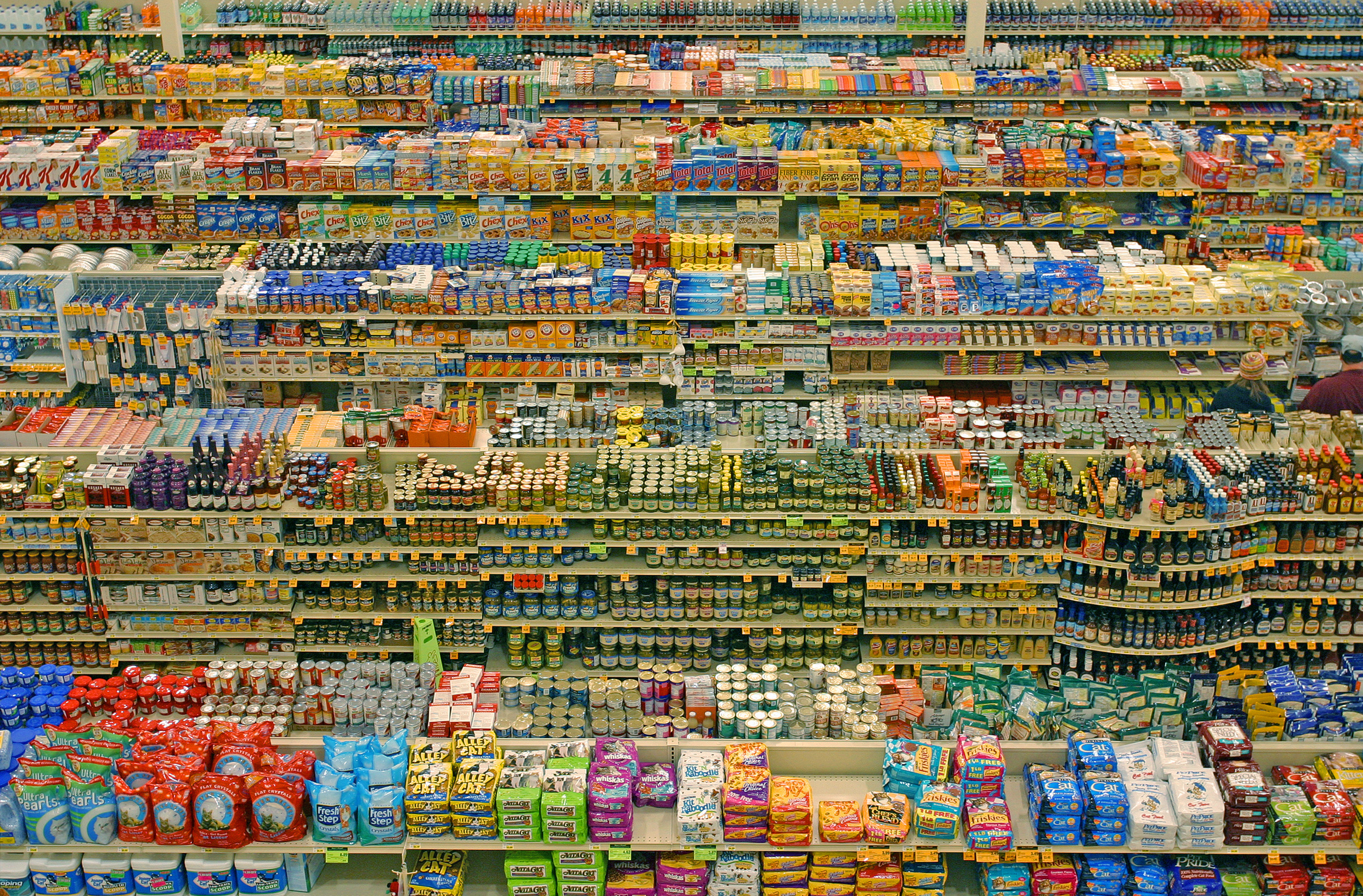
波特蘭的一家Fred Meyer量販，現代食物的充沛全部仰賴食品工程。

食品科學是一门把科学知识用于食品加工和生产的跨學科的應用科學。 食品科學内容包括食品化學、食品微生物學、食品加工和食品工程等學科。
食品科學關心的是: 食物、營養衛生、分析檢驗、機械設備、食品包裝、貯運、物流、鄉鎮企業、烹飪研究、高新技術、糧油、肉類、禽蛋、乳品、水產加工、食品添加劑等。

## 学科分类
按照中华人民共和国国家标准《学科分类与代码》，食品科学与工程属工程与技术科学下的一级学科，包括食品科学技术基础学科、食品加工技术、食品包装与储藏等二级学

## 分科
- 食物安全
- 食物微生物學
- 食品保存
- 食物工程學
- 食物產品發展
- 食物成分析
- 食物化學
- 食品包裝
- 分子美食
- 食品科技
- 食品物理

- 《試熱力對澱粉質的影響现代食品工程》
- 《食品与生物加工技术》
- 食品科學家
- 冷藏保鮮科技
- 資源綜合利用
- 供應鏈
- 營養學
- 凍肉
- 水活性
- 食品加工
- 包裝
- 食品照射
- 食品輻照
- 食物保存法
- 食品成份分析
- 食品检测
- 食品生产管理
- 細菌學
- 微生物
- 食品衛生安全
- 食品生物技術
- 食品營養
- 食品衛生管理